# Ди Фрейтас, Бебету
Паулу Роберто ди Фрейтас (порт.-браз. Paulo Roberto de Freitas; 16 января 1950 года — 13 марта 2018 года), более известный как Бебе́ту (порт.-браз. Bebeto) — бразильский волейболист и тренер. Участник двух Олимпиад.

## Карьера
В сборной Бразилии Бебету ди Фрейтас выступал в начале 1970-х годов. В 1971 году на Панамериканских играх в колумбийском Кали он вместе со сборной завоевал бронзовые медали. Год спустя выступил на мюнхенских Играх, где принял участие в четырёх играх, а бразильцы заняли итоговое восьмое место.
В 1975 году Бебету стал вице-чемпионом Панамериканских игр, а в следующем году принимал участие во второй в карьере Олимпиаде, где бразильцы стали седьмыми.
После завершения спортивной карьеры Бебету ди Фрейтас перешел на тренерскую работу. В середине 1980-х он возглавил национальную сборную, которая в тот период времени находилась на подъёме, а её игроков называли «серебряным поколением» (порт.-браз. Geração de Prata). В 1984 году на Играх в Лос-Анджелесе Бебету привел своих подопечных к первой в истории медали Олимпийских игр, завоевав серебро и пропустив вперед только сборную хозяев Игр. Интересно, что под руководством Бебету тогда играли два будущих тренера сборной Бразилии — Бернардиньо и Ренан дал Зотто.
С родной сборной Бебету работал до сеульской Олимпиады, на которой бразильцы остались в шаге от медали, заняв четвёртое место. После этого бразильский специалист ушёл с поста главного тренера и позднее возглавил итальянскую Парму, которая в начале 1990-х доминировала в итальянском волейболе, выиграв три чемпионата и два Кубка страны.
В 1996 году ди Фрейтас сменил во главе сборной Италии знаменитого аргентинца Хулио Веласко. Он начал процесс постепенного обновления сборной, в которой блистали игроки феноменального поколения (итал. Generazione di fenomeni). Из-за этого итальянцы проиграли чемпионат Европы 1997 года, став третьими, но выиграли в том же году Мировую лигу. В 1998 году обновленная сборная Италии под руководством Бебету третий раз подряд завоевала титул чемпионов мира.
После этого успеха Бебету оставил волейбол и стал футбольным функционером. В промежутке с 1999 по 2001 год был президентом «Атлетико Минейро». С 2003 по 2009 год занимал аналогичный пост в «Ботафого».
Скоропостижно скончался в марте 2018 года от сердечного приступа в возрасте 68 лет.